# NGC 3239
NGC 3239 (другие обозначения — UGC 5637, IRAS10224+1724, MCG 3-27-25, ARP 263, ZWG 94.38, VV 95, KCPG 236A, PGC 30560) — неправильная галактика в созвездии Лев.
Этот объект входит в число перечисленных в оригинальной редакции «Нового общего каталога».
В галактике обнаружено два ультраярких рентгеновских источника
Галактика низкой поверхностной яркости в инфракрасном диапазоне.
В галактике вспыхнула сверхновая SN 2012A типа II, её пиковая видимая звёздная величина составила 14,6.